# Гениаль
Гениаль (III век) — святой мученик из Аелло. День памяти — 5 февраля.
Святой Гениаль (Geniale) пострадал во время правления императора Диоклетиана. Мощи святого сохранились в катакомбах святого Лаврентия в Риме. Попечением кардинала Чибо эти мощи, сохранившиеся в ларце, а также ампула с кровью святого 26 июля 1667 года были перенесены в Аелло и размещены в монастыре Osservanti. 6 мая 1668 года в присутствии посланника епископа Тропейского (Tropea) сохранность мощей была освидетельствована, и святой Гениаль был объявлен покровителем города. В 1783 году по заступничеству святого город избежал страшного землетрясения.